# Joël Thériault
Joël Thériault (né le 30 octobre 1976 à Montréal, dans la province de Québec au Canada) est un joueur professionnel canadien de hockey sur glace.

## Carrière de joueur
Après avoir effectué un passage dans la Ligue de hockey junior majeur du Québec avec les Lynx de Saint-Jean et les Harfangs de Beauport, il est repêché par les Capitals de Washington lors du repêchage de 1995.
Par la suite, il continue à jouer dans la LHJMQ avec les Mooseheads d'Halifax et les Voltigeurs de Drummondville.
À l’automne 1996, après s’être battu coup sur coup avec Mark Major, Brendan Witt et Chris Simon lors d’un match intra-équipe des Capitals de Washington, il commence sa carrière professionnelle avec les Admirals de Hampton Roads de l'East Coast Hockey League.
L’automne suivant, après avoir participé à un match hors-concours dans la LNH contre les Devils du New Jersey, où il s’est notamment battu avec Sheldon Souray et Reid Simpson, il évolue avec les Pirates de Portland de la Ligue américaine de hockey, en plus de jouer avec les Admirals de Hampton Roads et les Mysticks de Mobile de l'ECHL.
Après avoir joué avec les Lizard Kings de Jacksonville et les Citadelles de Québec, il entame la saison 2000-2001 avec les Bulldogs de Hamilton. Il joue ensuite deux matchs avec les Tiger Sharks de Tallahassee, puis il se joint aux Dragons de Saint-Laurent de la Ligue de hockey semi-professionnelle du Québec.
Il joue ensuite quatre saisons avec les Dragons de Verdun, puis après avoir joué avec les Marquis de Jonquière de la Ligue de Hockey Sénior Provinciale AA, il poursuit sa carrière dans la Ligue nord-américaine de hockey dans l’uniforme du CRS Express de Saint-Georges.
Après avoir passé la saison 2008-2009 avec les Chiefs de Saint-Hyacinthe, il joue quelques matchs avec les Huskys de Paspébiac de la Ligue de Hockey Sénior de l’Est du Québec, puis il dispute trois matchs avec le Lois Jeans de Pont-Rouge.
À l’été 2010, il signe un contrat avec l’Isothermic de Thetford Mines.

## Statistiques
| Saison                      | Équipe                       | Ligue                       |     | Saison régulière | Saison régulière | Saison régulière | Saison régulière | Saison régulière |    | Séries éliminatoires | Séries éliminatoires | Séries éliminatoires | Séries éliminatoires | Séries éliminatoires |
| Saison                      | Équipe                       | Ligue                       | PJ  | B                | A                | Pts              | Pun              | PJ               | B  | A                    | Pts                  | Pun                  |                      |                      |
| 1993-1994                   | Lynx de Saint-Jean           | LHJMQ                       | 57  | 3                | 0                | 3                | 63               | 5                | 0  | 1                    | 1                    | 0                    |                      |                      |
| 1994-1995                   | Lynx de Saint-Jean           | LHJMQ                       | 18  | 2                | 7                | 9                | 94               | -                | -  | -                    | -                    | -                    |                      |                      |
| 1994-1995                   | Harfangs de Beauport         | LHJMQ                       | 51  | 2                | 5                | 7                | 293              | 18               | 3  | 6                    | 9                    | 162                  |                      |                      |
| 1995-1996                   | Mooseheads d'Halifax         | LHJMQ                       | 39  | 5                | 15               | 20               | 368              | -                | -  | -                    | -                    | -                    |                      |                      |
| 1995-1996                   | Voltigeurs de Drummondville  | LHJMQ                       | 24  | 1                | 5                | 6                | 215              | 6                | 0  | 2                    | 2                    | 45                   |                      |                      |
| 1996-1997                   | Admirals de Hampton Roads    | ECHL                        | 50  | 2                | 4                | 6                | 206              | 6                | 0  | 0                    | 0                    | 10                   |                      |                      |
| 1997-1998                   | Pirates de Portland          | LAH                         | 15  | 0                | 2                | 2                | 89               | -                | -  | -                    | -                    | -                    |                      |                      |
| 1997-1998                   | Admirals de Hampton Roads    | ECHL                        | 32  | 2                | 4                | 6                | 161              | -                | -  | -                    | -                    | -                    |                      |                      |
| 1997-1998                   | Mysticks de Mobile           | ECHL                        | 10  | 1                | 1                | 2                | 43               | 2                | 2  | 1                    | 3                    | 18                   |                      |                      |
| 1998-1999                   | Mysticks de Mobile           | ECHL                        | 19  | 2                | 0                | 2                | 95               | -                | -  | -                    | -                    | -                    |                      |                      |
| 1998-1999                   | Lizard Kings de Jacksonville | ECHL                        | 43  | 4                | 5                | 9                | 164              | 2                | 0  | 0                    | 0                    | 19                   |                      |                      |
| 1999-2000                   | Citadelles de Québec         | LAH                         | 36  | 0                | 1                | 1                | 170              | -                | -  | -                    | -                    | -                    |                      |                      |
| 1999-2000                   | Lizard Kings de Jacksonville | ECHL                        | 17  | 4                | 6                | 10               | 47               | -                | -  | -                    | -                    | -                    |                      |                      |
| 2000-2001                   | Bulldogs de Hamilton         | LAH                         | 2   | 0                | 0                | 0                | 0                | -                | -  | -                    | -                    | -                    |                      |                      |
| 2000-2001                   | Tiger Sharks de Tallahassee  | ECHL                        | 2   | 0                | 0                | 0                | 25               | -                | -  | -                    | -                    | -                    |                      |                      |
| 2000-2001                   | Dragons de Saint-Laurent     | LHSPQ                       | 18  | 10               | 4                | 14               | 247              | 14               | 5  | 6                    | 11                   | 130                  |                      |                      |
| 2001-2002                   | Dragons de Verdun            | LHSPQ                       | 43  | 9                | 22               | 31               | 431              | 10               | 2  | 2                    | 4                    | 63                   |                      |                      |
| 2002-2003                   | Dragons de Verdun            | LHSPQ                       | 48  | 2                | 15               | 17               | 411              | 9                | 0  | 2                    | 2                    | 88                   |                      |                      |
| 2003-2004                   | Dragons de Verdun            | LHSMQ                       | 39  | 5                | 6                | 11               | 515              | 22               | 1  | 7                    | 8                    | 195                  |                      |                      |
| 2004-2005                   | Dragons de Verdun            | LNAH                        | 36  | 1                | 9                | 10               | 272              | -                | -  | -                    | -                    | -                    |                      |                      |
| 2005-2006                   | Marquis de Jonquière         | LHSPAA                      | 10  | 2                | 6                | 8                | 164              | 6                | 0  | 2                    | 2                    | 79                   |                      |                      |
| 2005-2006                   | CRS Express de Saint-Georges | LNAH                        | 5   | 0                | 3                | 3                | 47               | 3                | 1  | 0                    | 1                    | 42                   |                      |                      |
| 2006-2007                   | CRS Express de Saint-Georges | LNAH                        | 26  | 2                | 4                | 6                | 247              | 9                | 0  | 0                    | 0                    | 96                   |                      |                      |
| 2007-2008                   | CRS Express de Saint-Georges | LNAH                        | 24  | 5                | 1                | 6                | 258              | 7                | 0  | 0                    | 0                    | 51                   |                      |                      |
| 2008-2009                   | Huskys de Paspébiac          | LHSEQ                       | 1   | 0                | 0                | 0                | 13               |                  |    |                      |                      |                      |                      |                      |
| 2008-2009                   | Chiefs de Saint-Hyacinthe    | LNAH                        | 23  | 0                | 2                | 2                | 236              | 3                | 0  | 0                    | 0                    | 48                   |                      |                      |
| 2009-2010                   | Huskys de Paspébiac          | LHSEQ                       | 4   | 1                | 1                | 2                | 39               |                  |    |                      |                      |                      |                      |                      |
| 2009-2010                   | Lois Jeans de Pont-Rouge     | LNAH                        | 3   | 0                | 0                | 0                | 36               | -                | -  | -                    | -                    | -                    |                      |                      |
| 2010-2011                   | Isothermic de Thetford Mines | LNAH                        | 21  | 2                | 1                | 3                | 164              | 3                | 1  | 0                    | 1                    | 17                   |                      |                      |
| 2011-2012                   | Isothermic de Thetford Mines | LNAH                        | 11  | 0                | 0                | 0                | 35               | -                | -  | -                    | -                    | -                    |                      |                      |
|                             |                              |                             |     |                  |                  |                  |                  |                  |    |                      |                      |                      |                      |                      |
| 2013-2014                   | Isothermic de Thetford Mines | LNAH                        | 22  | 2                | 0                | 2                | 153              | 12               | 1  | 0                    | 1                    | 61                   |                      |                      |
| 2014-2015                   | Isothermic de Thetford Mines | LNAH                        | 5   | 1                | 0                | 1                | 36               | 12               | 0  | 0                    | 0                    | 77                   |                      |                      |
| 2015-2016                   | Assurancia de Thetford       | LNAH                        | 12  | 0                | 2                | 2                | 87               | 4                | 0  | 0                    | 0                    | 22                   |                      |                      |
| 2016-2017                   | Prédateurs de Laval          | LNAH                        | 15  | 0                | 0                | 0                | 124              | -                | -  | -                    | -                    | -                    |                      |                      |
| Totaux LHSPQ / LHSMQ / LNAH | Totaux LHSPQ / LHSMQ / LNAH  | Totaux LHSPQ / LHSMQ / LNAH | 319 | 38               | 67               | 105              | 3052             | 92               | 11 | 17                   | 28                   | 791                  |                      |                      |

## Trophées et honneurs personnels
- Ligue Nord-Américaine de Hockey
  - 2003-2004 : remporte la Coupe Futura avec les Dragons de Verdun.
  - Au terme de la saison 2012-2013, il figure au 2e rang des joueurs les plus punis dans l’histoire de la ligue (2 899 minutes de punitions).

- Ligue de hockey junior majeur du Québec
  - 1996-1997 : il bat l’ancienne marque du plus grand nombre de minutes de punitions, alors qu’il passe 583 minutes au cachot[4].